# Baliza (manobra)
Baliza (português brasileiro) ou estacionamento em paralelo (português europeu) é uma manobra executada para estacionar um veículo alinhado a outros carros estacionados. Os carros estacionados ficam numa linha reta, paralela ao meio-fio, com o para-choque de cada automóvel defronte para a traseira daquele adjacente. A baliza requer adentrar com marcha ré à vaga.

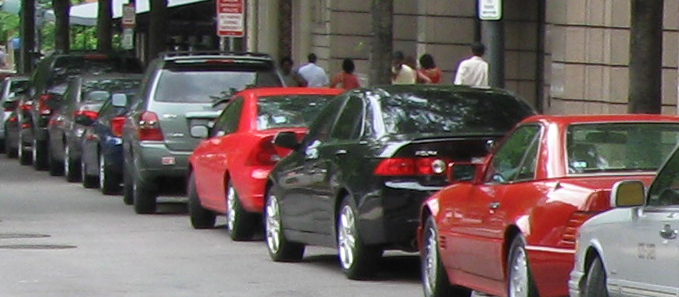
Carros estacionados em paralelo - Washington, Estados Unidos

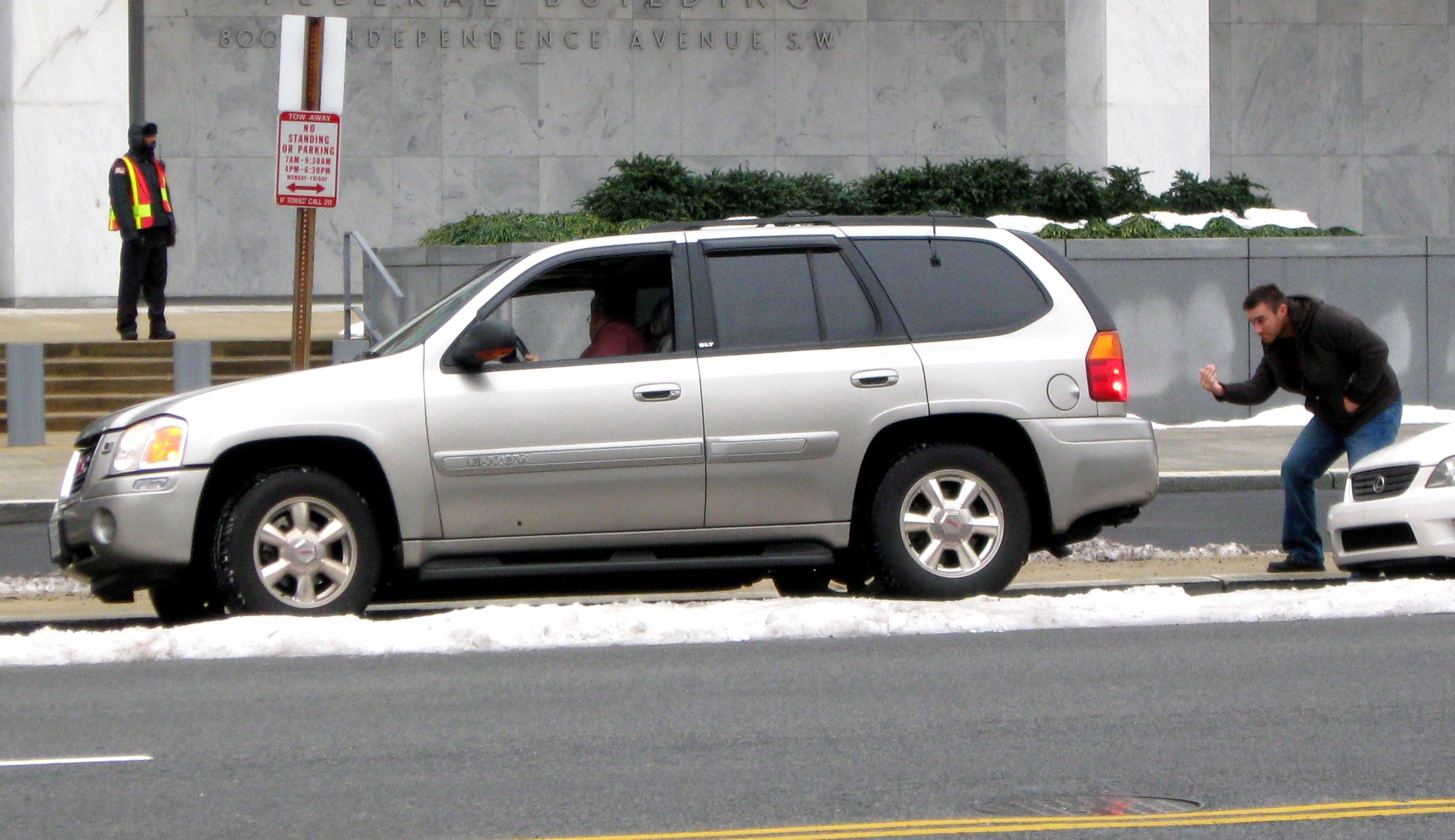
Motorista fazendo baliza

A baliza é obrigatória para a obtenção da Carteira Nacional de Habilitação (CNH) no Brasil. Isso se deve por ser uma manobra essencial para diversos motivos como:
- Segurança
- Eficiência
- Conveniência
- Confiança[5]

Alguns carros permitem a realização automática da manobra.